# Стиви Реј Вон
Стивен "Стиви" Реј Вон (енгл. Stephen "Stevie" Ray Vaughan; 3. октобар 1954 — 27. август 1990), некад скраћено као СРВ, је био амерички музичар, певач, текстописац и продуцент. Упркос краткој мејнстрим каријери, од само седам година, сматра се једним од најутицајних електричних гитариста у историји блуза, а и једна од најзаслужнијих фигура за оживљавање блуза у 1980им. AllMusic га описује као "моћног гитаристу који је дао замах блузу у '80-им, а његов утицај се осећа и дуго након његове смрти.".
Рођен је и одрастао у Даласу, Тексас, Реј је почео да свира гитару са седам година, инспирисан од старијег брата Џимија. Године 1971. је напустио средњу школу, и преселио се у Остин наредне године. Свирао је концерте са бројним бендовима, зарадио је позицију у Марк Беновом бенду, the Nightcrawlers, а касније и са Дени Фриманом у Кобрама, са којим је наставио да ради до краја 1977. Он је тада основао сопствену групу, Triple Threat Revue, коју је преименовао у Double Trouble након ангажовања бубњара Криса Лајитона и басисте Томија Шанона. Он је стекао славу након његовог наступа на Монтре Џез Фестивалу 1982, а 1983. је изашао његов деби студијски албум, Texas Flood, који био 38. на листи. Албум од десет песма био је комерцијално успешно издање, које се продало у преко пола милиона примерака. Након што је престао да пије крајем 1986. године, кренуо је на концертне турнеје са Џеф Беком 1989. и Џо Кокером 1990. пре његове смрти, приликом пада хеликоптера 27. августа 1990. године, када је имао 35 година.
Вон је музички био инспирисан америчким и британским блуз роком. Волео је чисто појачало са јаким звуком и допринео је популарности старинске музичке опреме. Он је често у комбиновао неколико различитих појачала и што мање педала за ефекте. Крис Гил из часописа "Guitar World" је прокоментарисао: "Стиви Реј Вонов звук гитаре је био сув као лета Сан Антониа и блиставо чист као дебитанти Даласа, производ природног звука појачала са довољно јаким променама. Ипак, Вон повремено користи педале да појача свој звук, углавном као подршку сигналу, иако је повремено додавао ротирајуће кабине за гитару и вах педале за додатне текстуре талента.".
Вон је добио неколико музичких награде, како током живота, тако и постхумно. Године 1983, читаоци "Guitar Player" су га изгласали за "Најбољи нови таленат" и "Најбољи гитариста електричног блуза". У 1984, Блуз Фондација га је прогласила за "Забављача године" и "Блуз инструменталиста године", а 1987. године, часопис "Performance" му је дао награду за "Ритам и блуз акт године". Освојио је шест Греми награда и десет "Остин музичке награде", он је примљен у "Блуз кућу славних" 2000. године, а "Кућу славних музичара" 2014. Часопис Ролинг стоун поставила је Вона на 12. место на листи "100 највећих гитариста свих времена". 2015, је примљен у "Рокенрол кућу славних".

## Породица и лични живот
Воново порекло се може пратити уназад до његовог прадеде, Роберт Ходген ЛаРуе. Роберт ЛаРуе је имао ћерку по имену Лаура Беле, Стивијева бака по оцу. Удала се за Томаса Ли Вона и преселила се у Округ Роквол, Тексас, где су живели од надница. 6. септембра 1921, добили су сина по имену Џими Вон Ли.
Џими Вон је напустио школу када је имао шеснаест година, а прикључио се морнарици САД током Другог светског рата. После његовог отпуштања, оженио Мартом Кук 13. јануара 1950. Стивен Реј Вон је рођен 3. октобра 1954, у Даласу, Тексас; био је три и по године млађи од свог брата Џимија (рођен 1951). Биг Џим је обезбедио посао као радник на азбесту, занимања који је укључивао ригорозан, мануелни напор. Породица се често селила, па су живели и у другим државама као што су Арканзас, Луизијана, Мисисипи и Оклахома пре него се коначно настани у Оак Клифу (део Даласа). Стидљив и несигуран момак, Стиви је био дубоко погођен његовим искуствима из детињства. Његов отац се борио се алкохолизмом, а често је, због лошег темперамента, терорисао породицу и пријатеље. У каснијим годинама, Стиви се сећао да је и он сам био жртва породичног насиља.